# Liga Nacional de Fútbol de Papúa Nueva Guinea 2021
La Liga Nacional de Fútbol de Papúa Nueva Guinea 2021 fue la 15.ª edición de la Liga Nacional de Fútbol de Papúa Nueva Guinea. La temporada comenzó el 23 de julio y terminó en diciembre. Esto debido a la Pandemia de COVID-19 en Papúa Nueva Guinea.

## Equipos participantes
En cursiva los equipos debutantes y en negrita el equipo que cambió el nombre.

### Northern Conference
- FC Lae City Dwellers (N)
- FC Morobe Wawens
- Morobe United FC
- Northern Youth FC (N)
- Sepik FC (N)
- Toti City FC (C)
- Tusbab Stallions FC

### Southern Conference
- Central Dabaris FC (N)
- Gulf Komara FC
- Hekari United FC
- Port Moresby Strikers FC (N)
- Southern Youth FC (N)
- Star Mountain FC
- Tavur FC (N)

## Formato
Esta fue la segunda temporada que se jugó en 2 grupos con 7 equipos cada uno. En formato de 2 grupos se jugaron en sistema de todos contra todos 2 veces totalizando 12 partidos cada uno al término de la ronda regular los 2 primeros de cada grupo avanzarán a la etapa final. En la etapa final se jugaría las semifinales los ganadores jugarían la final. El campeón y subcampeón clasificarían Liga de Campeones de la OFC 2022.

## Ronda Regular

### Northern Conference
| Pos. | Equipo            | Pts. | PJ | G | E | P | GF | GC | Dif. | Clasificación 2021     |
| ---- | ----------------- | ---- | -- | - | - | - | -- | -- | ---- | ---------------------- |
| 1    | Toti City         | 22   | 8  | 7 | 1 | 0 | 41 | 5  | +36  | Liga de Campeones 2022 |
| 2    | Morobe Wawens     | 16   | 8  | 5 | 1 | 2 | 22 | 10 | +12  |                        |
| 3    | Lae City Dwellers | 14   | 8  | 4 | 2 | 2 | 15 | 11 | +4   |                        |
| 4    | Morobe United     | 10   | 8  | 3 | 1 | 4 | 15 | 12 | +3   |                        |
| 5    | Sepik             | 6    | 7  | 2 | 0 | 5 | 10 | 34 | −24  |                        |
| 6    | Tusbab Stallions  | 5    | 8  | 1 | 2 | 5 | 4  | 20 | −16  |                        |
| 7    | Northern Youth    | 4    | 7  | 1 | 1 | 5 | 5  | 20 | −15  |                        |

Actualizado a los partidos jugados el 16 de diciembre de 2021.
 Fuente: Soccerway

### Southern Conference
| Pos. | Equipo                | Pts. | PJ | G | E | P | GF | GC | Dif. | Clasificación 2021     |
| ---- | --------------------- | ---- | -- | - | - | - | -- | -- | ---- | ---------------------- |
| 1    | Hekari United         | 22   | 8  | 7 | 1 | 0 | 31 | 7  | +24  | Liga de Campeones 2022 |
| 2    | Gulf Komara           | 19   | 8  | 6 | 1 | 1 | 19 | 9  | +10  |                        |
| 3    | Port Moresby Strikers | 11   | 7  | 3 | 2 | 2 | 15 | 10 | +5   |                        |
| 4    | Southern Youth        | 9    | 7  | 2 | 3 | 2 | 9  | 13 | −4   |                        |
| 5    | Central Dabaris       | 9    | 8  | 3 | 0 | 5 | 9  | 16 | −7   |                        |
| 6    | Star Mountain         | 6    | 8  | 2 | 0 | 6 | 14 | 24 | −10  |                        |
| 7    | Tavur                 | 1    | 8  | 0 | 1 | 7 | 6  | 24 | −18  |                        |

Actualizado a los partidos jugados el 16 de diciembre de 2021.
 Fuente: Soccerway